# كارل إيريكي
كارل إيريكي (بالمجرية: Ereky Károly)‏ (ولِد في 18 أكتوبر 1878 في إستركوم، المجر وتوفي في 17 يونيو 1952 في فاك، المجر) هو مهندس زراعي مجري. وهو من صاغ مصطلح "التقانة الحيوية" عام 1917. يعتبره البعض بمثابة "المؤسس الفعلي لعلم التقانة الحيوية

## النشأة
ولِد إيريكي في 18 أكتوبر 1878 في إستركوم، المجر باسم ويتمان كارولي. كان والده استيفان ويتمان ووالدته دوكاي ماريا تاكاكي. (كانت دوكاي جوديت تاكاكي (1795-1836)، وهي أول شاعرة مجرية، من ضمن أقارب والدته). في عام 1893 غيَّر اسمه إلى إيريكي. ولديه ثلاث اخوة هم: إيريكي جينو، وإيريكي فيرينك، وإيريكي استيفان. أنهى إيريكي المدرسة الثانوية في سوميج وسيكشفهيرفار. التحق بجامعة بودابست التقنية في عام 1900 وحصل على شهادة في الهندسة التقنية.
وربما تربطه بفرانز ويتمان، وهو مهندس كهربائي بارز ومخترع راسم إشارة ويتمان، صلة عائلية.

## الحياة العملية
عمل بعد ذلك كمصمم مكائن للعديد من شركات صناعة الورق والأغذية في فيينا النمسا حتى عام 1905، ثم انتقل إلى بودابست وأصبح مدرسًا مساعدًا في جامعة جوزيف
التقنية في عام 1919، أصبح وزير التغذية المجري. كتب أكثر من مائة إصدار بالمجرية ونُشِرت بالألمانية. كذلك، كان إيريكي يتقن الحديث باللغتين الألمانية والإنجليزية.
في عام 1922، ألف كتابًا عن آليات الكلوروفيل وكيفية استخدامه لتغذية الحيوانات.
في عام 1925، ألف كتابًا عن بروتين الوريقات كمصدر تغذية محتمَل والذي قام بترويجه أيضًا كمنتجٍ تجاري.

### التقانة الحيوية
صاغ إيريكي مصطلح «التقانة الحيوية» في المجر أثناء عام 1919 في كتابٍ نشره في برلين بعنوان Biotechnologie der Fleisch-, Fett- und Milcherzeugung im landwirtschaftlichen Grossbetriebe (التقانة الحيوية للدهون واللحوم ومنتجات الألبان في الشركات الزراعية الكبيرة)؛ حيث وصف التقانة القائمة على تحويل المواد الخام إلى منتجات أكثر فائدة. بنى مذبحًا لألف خنزير وأيضًا مزرعة تسمين تسع مساحتها 50000 خنزيرٍ لترتفع لأكثر من 100000 خنزيرٍ في السنة. كان المشروع هائلاً، وأصبح أكبر وأكثر مشروعات اللحوم والتسمين ربحًا في جميع أنحاء العالم. وقد طور إيريكي فكرة ربما تكون قد تكررت على مدار القرن العشرين، وهي: يمكن أن توفر التقانة الحيوية حلولاً للأزمات المجتمعية، مثل المواد الغذائية ونقص الطاقة. بالنسبة لإيريكي، يشير مصطلح «التقانة الحيوية» إلى العملية التي يمكن أن تتطور من خلالها المواد الخام بيولوجيًا لتصبح منتجات مفيدة اجتماعيًا.
بيع من الكتاب عدة آلاف نسخة خلال أسابيع قليلة في ألمانيا. في عام 1921، تُرجِم الكتاب إلى اللغة الهولندية.

## ما بعد الحرب العالمية الثانية والوفاة
في 19 سبتمبر 1946، أرسلت المحكمة الشعبية إيريكي إلى سجن فاك لمدة 12 عامًا لدوره الثوري المضاد في المجر. وتوفي في السجن في 17 يونيو 1952 عن عمر يناهز 74 عامًا.